# Shaheizy Sam
Shaheizy Sam bin Abdul Samad (sinh ngày 4 tháng 9 năm 1982), nổi tiếng hơn là tên sân khấu Shaheizy Sam, là một diễn viên, ca sĩ và nhà sản xuất người Malaysia, được biết đến như một ngôi sao trẻ trong thập niên 1990 trước khi nổi tiếng trong "Bohsia: Jangan Pilih Jalan Hitam" năm 2009, và bộ phim điện ảnh, "Adnan Sempit" trong năm sau. Một diễn viên từng đoạt giải thưởng. Một diễn viên đa năng và sẵn sàng thay đổi cơ thể của mình dựa trên nhân vật trong mỗi kịch bản.

## Tiểu sử

### Gia đình
Ba anh chị em của anh cũng tham gia vào ngành giải trí. Anh trai đầu tiên của ông, Ahmad Shah Al-Jeffry (còn được gọi là Jeff), là thành viên của một nhóm nhạc pop nổi tiếng trong những năm 1990, A đến Z. Em gái của ông, Zizie Ezette, là một giải thưởng diễn viên nữ diễn viên với rất nhiều bộ phim truyền hình và phim truyền hình cho tín dụng của mình.

## Các tác phẩm

### Điện ảnh
| Năm  | Phim                             | Vai diễn           | Ghi chú                    |                  |
| ---- | -------------------------------- | ------------------ | -------------------------- | ---------------- |
| 1995 | Sama Tak Serupa                  | Kid                | Yuzman Wahid               |                  |
| 2009 | Bohsia: Jangan Pilih Jalan Hitam | Acai Tee Jing Hong | Syamsul Yusof              |                  |
| 2009 | Syurga Cinta                     | Alex Koh Yew Sin   | Ahmad Idham                |                  |
| 2009 | Jangan Pandang Belakang Congkak  | Johan              | Ahmad Idham                |                  |
| 2010 | Adnan Semp-It                    | Adnan              | Ahmad Idham                |                  |
| 2010 | Niyang Rapik                     | Zizan              | Ahmad Idham                |                  |
| 2010 | Evolusi KL Drift 2               | Erry               | Syamsul Yusof              |                  |
| 2010 | Ngangkung                        | Azim               | Ismail Bob Hashim          |                  |
| 2011 | Kongsi                           | Tumulak            | Dato' Farid Kamil          |                  |
| 2011 | Sekali Lagi                      | Arman              | Hashim Rejab               |                  |
| 2011 | Bini-biniku Gangster             | Henry              | Ismail Bob Hashim          |                  |
| 2011 | Aku Bukan Tomboy                 | Harry              | Syamsul Yusof              |                  |
| 2011 | Songlap                          | Adam / Am          | Effendee Fariza Mazlan     |                  |
| 2012 | Adnan Semp-It 2                  | Adnan              | Ismail Bob Hashim          |                  |
| 2012 | Nongkrong                        | Bada               | Ismail Bob Hashim          |                  |
| 2012 | Aku Ada, Kau Ada???              | Nordin Ahmad       | Rahila Laila               |                  |
| 2012 | 8 Jam                            | Alang Budiman      | Ahmad Idham                |                  |
| 2012 | SAM: Saya Amat Mencintaimu       | Sam                | Syafiq Yusof               |                  |
| 2013 | Dua Kalimah                      | Aiman              | Eyra Rahman                |                  |
| 2013 | Adnan Semp-It 3                  | Adnan              | Ismail Bob Hashim          |                  |
| 2013 | Kisah Paling Gangster            | Remy               | Brando Lee                 |                  |
| 2014 | Adnan Semp-It Sawadikap          | Adnan              | Ismail Bob Hashim          |                  |
| 2014 | Mamak Cupcake                    | MJ                 | Woo Ming Jin               |                  |
| 2014 | Kaki Kitai                       | Grenggo / Din      | Azaromi Ghazali            |                  |
| 2014 | Manisnya Cinta Di Cappadoccia    | Nazmi              | Bernard Chauly             |                  |
| 2014 | Kasut Ku Kusut                   | Manap              | Pierre Andre               |                  |
| 2015 | Rembat                           | Mal                | Shamyl Othman              |                  |
| 2015 | Polis EVO                        | Inspector Khai     | Ghaz Abu Bakar             |                  |
| 2016 | Mat Moto                         | Acai Tee Jing Hong | Pekin Ibrahim Syafiq Yusof | Guest appearance |
| 2016 | Interchange                      | Detective Man      | Dain Iskandar Said         |                  |
| 2017 | Pinjamkan Hatiku                 | Naufal             | Osman Ali                  |                  |
| 2018 | Polis EVO 2                      | Inspector Khai     | Joel Soh, Andre Chiew      |                  |
| 2019 | Zombitopia                       | —                  | —                          | Post-production  |
| 2019 | Dawn Raid                        | Khalid Ibrahim     | Bront Palarae              |                  |

### Telemovie
| Năm               | Chức vụ                  | Vai trò          | Mạng truyền hình      | Ghi chú |
| ----------------- | ------------------------ | ---------------- | --------------------- | ------- |
| 1998              | Pa'e                     | Pa'e             | TV3                   |         |
| 1998              | Seiras Maya              | Atan             | —                     |         |
| 2003              | The Son                  | Boy              | —                     |         |
| 2004              | Kelab Wayang Gambar      | Tengku Nasarudin | Astro Ria             |         |
| 2008              | Noda Semalam             | Hassan           | TV3                   |         |
| 2008              | Cahaya Lailatulqadar     | —                | Astro Prima           |         |
| 2008              | Alahai Cucu Atuk         | —                | Astro Ria             |         |
| 2008              | Liang Lahad              | —                | Astro Ria             |         |
| 2009              | Intan Sayang Manja       | Hambali          | TV3                   |         |
| 2010              | Takdir                   | Azman            | TV3                   |         |
| Alahai Cicit Atuk |                          | Astro Ria        |                       |         |
| 2011              | Kubur Tak Bertanda       | Zein             | Astro Citra           |         |
| 2012              | Nyanyian Sakaratul Maut  | Talib            | TV3                   |         |
| 2013              | Adnan Semp-It Balik Raya | Adnan            | TV3                   |         |
| 2014              | Spain Uolls              | Akif             | TV3                   |         |
| 2015              | Cermin Kasih             | Amran            | TV3                   |         |
| 2017              | Baby Bro                 | Joe              | Astro First Exclusive |         |